# Ga Sanbon
Ga Sanbon là ga trên Tàu điện ngầm vùng thủ đô Seoul tuyến 4. Nó nằm ở thành phố Gunpo.
Nó là ga chính để vào 'Sanbon', và dự kiến là thành phố vệ tinh của Hàn Quốc.
Nó nằm giữa Ga Geumjeong và Ga Surisan và mở cửa vào 1 tháng 5 năm 1992.

## Bố trí ga
| ↑ Geumjeong     |
| ４３ \| ２１ \| |
| Surisan ↓       |

| １ | ● Tuyến 4 | → Hướng đi Ansan · Oido → → Kết thúc tại ga này                                           |
| ２ | ● Tuyến 4 | → Hướng đi Ansan · Oido → → Kết thúc tại ga này                                           |
| ３ | ● Tuyến 4 | ← Hướng đi Geumjeong · Sadang · đại học Hansung · Danggogae · Jinjeop → Bắt đầu từ ga này |
| ４ | ● Tuyến 4 | ← Hướng đi Geumjeong · Sadang · đại học Hansung · Danggogae · Jinjeop → Bắt đầu từ ga này |